# L-2 (潜水艦)
|          |                                                                       |
| 艦歴     |                                                                       |
| 発注     |                                                                       |
| 起工     | 1914年3月19日                                                         |
| 進水     | 1915年2月11日                                                         |
| 就役     | 1916年9月29日                                                         |
| 退役     | 1923年5月4日                                                          |
| その後   | 1933年11月28日にスクラップとして売却                                  |
| 除籍     |                                                                       |
| 性能諸元 |                                                                       |
| 排水量   | 水上：450トン、水中：548トン                                          |
| 全長     | 167 ft 5 in (51.0 m)                                                  |
| 全幅     | 17 ft 5 in (5.3 m)                                                    |
| 吃水     | 13 ft 7 in (4.1 m)                                                    |
| 機関     | ディーゼル・エレクトリック                                            |
| 最大速   | 水上：14ノット (26 km/h; 16 mph) 水中：10.5ノット (19.4km/h; 12.1mph) |
| 乗員     | 士官、兵員28名                                                        |
| 兵装     | 18インチ魚雷発射管4門、23口径3インチ砲1門                             |

L-2 (USS L-2, SS-41) は、アメリカ海軍の潜水艦。L級潜水艦の2番艦。

## 艦歴
L-2 は1914年3月19日にマサチューセッツ州クインシーのフォアリバー造船所で起工する。1915年2月11日にラッセル・グレーによって進水し、1916年9月29日に艦長オーガスティン・H・グレー中尉の指揮下就役する。
大西洋岸添いの訓練後、L-2 は水中戦実験のためフロリダ州キーウェストに到着した。南方海域で1917年3月まで作戦活動に従事した後、L-2 は第一次世界大戦に参加する準備を始めた。
1917年11月27日にコネチカット州ニューロンドンを出航し、L-2 はアゾレス諸島を経由して1918年1月27日にアイルランドのクイーンズタウンに到着した。バントリー湾を拠点として L-2 はイギリス諸島の周りを哨戒し、戦隊の僚艦と共にその行動範囲は北大西洋まで及び、連合軍部隊に補給を行う船団をUボートの攻撃から護衛した。5月26日と7月10日に敵潜水艦に対して攻撃を行っている。
戦後 L-2 は1919年1月3日にポートランド島を出航し帰国の途に就いた。2月初めにペンシルベニア州フィラデルフィアに到着し、1922年まで大西洋岸沿いに魚雷と水中探知技術の実験を行った。L-2 は1922年5月1日にニューロンドンで限定就役状態に置かれ、1923年5月4日にバージニア州ハンプトン・ローズで退役した。ロンドン海軍軍縮条約に従って船体は廃棄され、鋼材は1933年11月28日に売却された。